# Noch mal mit Gefühl
Noch mal mit Gefühl ist eine US-amerikanische Fernsehserie, die von 1999 bis 2002 produziert wurde.

## Handlung
Lily Manning, Anfang 40, lebt als alleinerziehende Mutter mit ihrer 14-jährigen unsicheren, ängstlichen Tochter Grace und der 9-jährigen Tochter Zoe in Deerfield, Illinois. Seit 8 Monaten lebt sie von ihrem notorisch untreuen Ehemann Jake getrennt. Lily wollte sich immer sicher fühlen und hat nun den Eindruck, dass ihre Familie den Bach runtergeht. Unterstützung erhält sie in dieser schweren Zeit von ihrer jüngeren Schwester Judy Brooks, in deren Bücherladen namens My Sister's Bookstore sie arbeitet. Eines Tages lernt sie Rick Sammler im Büro der Schulleitung von Graces Schule Upton Sinclair High School kennen. Auch Rick ist alleinerziehender Vater und ist Mitbesitzer einer Architektenfirma Sammler/Cassilli Associates, die ihren Sitz in Chicago hat. Rick hatte sich drei Jahre zuvor von seiner Ehefrau Karen scheiden lassen und lebt nun allein mit den gemeinsamen Kindern Sohn Eli, ein 16-jähriger Basketballspieler an der Sinclair High, der an einer Lernbehinderung leidet und der sensiblen 12-jährigen Tochter Jessie, die die Zeit vor der Trennung ihrer Eltern herbeisehnt.
Nach der ersten Begegnung haben sowohl Rick als auch Lily großes Interesse aneinander und beginnen sich zu treffen. Ihre beginnende Liebesbeziehungen verursacht Probleme in ihrer jeweiligen Familie. Jake, Lilys Noch-Ehemann, der weiterhin eine gute Beziehung zu Lilys Eltern Phil und Barbara pflegt, befindet sich mitten in den Umbauarbeiten und der Wiedereröffnung deren Restaurant Phil’s, das sie ihm, als sie in Rente gingen und nach Florida zogen, hinterlassen haben. Die innige Beziehung, die Lilys Eltern zu Jake haben, hält sie davon ab Lilys neue Beziehung zu Rick akzeptieren zu können. Auch als Jake sie in eine finanzielle Notlage bringt, lassen sie sich von ihrer Begeisterung für ihn nicht abbringen. 
Auch Grace weigert sich Lilys und Ricks Beziehung zu akzeptieren, da sie immer noch hofft, dass ihre Eltern wieder zueinander finden. Judy unterstützt ihre Schwester, allerdings nur aus dem Grund, dass niemand anderes das zu tun scheint. Ricks Ex-Frau Karen, eine Anwältin der Kanzlei Harris, Riegert und Sammler, fürchtet die Auswirkungen, die Ricks Beziehung auf die Kinder, insbesondere die schüchterne und gefühlsmäßig zerbrechliche Jessie, haben kann. Außerdem hat sie mit ihrer Eifersucht auf Ricks Beziehung zu kämpfen.
Noch mal mit Gefühl zeigt das Wunderbare, aber auch die Schwierigkeiten, die eine zweite große Liebe mit sich bringt, sowie die Bewegung in einer Familie, die durch Scheidungen mit folgender Wiederheirat ausgelöst wird. Weiterhin konzentriert sich die Serie auf Eltern-Kind-Beziehungen und Selbstfindung sowie die Suche nach Liebe und persönlicher Zufriedenheit und Vollendung. Ein besonderes Stilmittel sind hierbei die kurzen immer wieder auftauchenden schwarz/weiß-Sequenzen („Interviews“) in denen einzelne Charaktere von sich und ihren Gedanken und Gefühlen erzählen. Dies wurde auch in der letzten Folge verwendet als die Charaktere sich bei den Zuschauern für deren Unterstützung bedankten.

## Besetzung
Die Synchronisation der Serie wurde bei der Hermes Synchron nach Dialogbüchern von Karin Lehmann unter der Dialogregie von Andreas Böge erstellt.
| Rolle                    | Darsteller       | Synchronsprecher                                         |
| ------------------------ | ---------------- | -------------------------------------------------------- |
| Elizabeth „Lily“ Manning | Sela Ward        | Arianne Borbach                                          |
| Richard „Rick“ Sammler   | Billy Campbell   | Uwe Büschken                                             |
| Karen Sammler            | Susanna Thompson | Christin Marquitan                                       |
| Eli Sammler              | Shane West       | Sebastian Schulz                                         |
| Grace Manning            | Julia Whelan     | Esra Vural                                               |
| Jake Manning             | Jeffrey Nordling | Rainer Doering                                           |
| Jessie Sammler           | Evan Rachel Wood | Jill Böttcher                                            |
| Zoe Manning              | Meredith Deane   | Charlotte Mertens (1. Staffel) Jodie Blank (Staffel 2–3) |
| David Cassilli           | Todd Field       | Oliver Feld                                              |
| Judy Brooks              | Marin Hinkle     | Ghadah Al-Akel                                           |

## Auszeichnungen
- 2000:
  - Q Award für Sela Ward in der Kategorie Best Actress in a Quality Drama Series
  - Prism Award in der Kategorie TV Prime Time Drama Series Episode für die Folge Outside Hearts
  - People’s Choice Award für Billy Campbell in der Kategorie Favorite Male Performer in a New Television Series
  - Emmy für Sela Ward in der Kategorie Emmy Outstanding Lead Actress in a Drama Series

- 2001:
  - Young Artist Award für Evan Rachel Wood, Julia Whelan und Meredith Deane in der Kategorie Best Ensemble in a TV Series (Drama or Comedy)
  - Humanitas Prize für Marshall Herskovitz und Edward Zwick in der Kategorie 60 Minute Category für die Folge Food for Thought
  - Golden Globe für Sela Ward in der Kategorie Best Performance by an Actress in a TV-Series – Drama
  - Drama Primetime Teleplay Competition Award